# Balah Aia
Balah Aia is een bestuurslaag in het regentschap Padang Pariaman van de provincie West-Sumatra, Indonesië. Balah Aia telt 8963 inwoners (volkstelling 2010).